# سيجوريور غوموندسون
سيجوريور غوموندسون (بالآيسلندية: Sigurður Guðmundsson)‏ هو مصور ورسام آيسلندي، ولد في 20 سبتمبر 1942.